# Argandita
L'argandita és un mineral de la classe dels fosfats, que pertany al grup de l'al·lactita. Rep el seu nom en honor d'Emile Argand (1879-1940), geòleg i mineralogista suís, qui estudià la tectònica dels Alps i d'Àsia, sent un dels primers a donar suport a la teoria de Wegener sobre la deriva continental.

## Característiques
L'argandita és un fosfat de fórmula química Mn₇(VO₄)₂(OH)₈, que cristal·litza en el sistema monoclínic. Pertany al grup de l'al·lactita, i es tracta de l'anàleg amb vanadi de l'espècie que dona nom al grup.
Segons la classificació de Nickel-Strunz, l'argandita pertany a «08.BE: Fosfats, etc. amb anions addicionals, sense H₂O, només amb cations de mida mitjana, (OH, etc.):RO₄ > 2:1» juntament amb els següents minerals: augelita, grattarolaita, cornetita, clinoclasa, arhbarita, gilmarita, allactita, flinkita, raadeita, clorofoenicita, magnesioclorofoenicita, gerdtremmelita, dixenita, hematolita, kraisslita, mcgovernita, arakiita, turtmannita, carlfrancisita, synadelfita, holdenita, kolicita, sabelliita, jarosewichita, theisita, coparsita i waterhouseïta.

## Formació i jaciments
Va ser trobada per primera vegada a Pipjitälli, una abrupta ruptura al costat oriental de la part superior de la vall de Turtmann (Valais, Suïssa). A banda de la seva localitat tipus, també se n'ha trobat argandita a Reppia (Ligúria, Itàlia).